# Марк Рейнолдс (яхтсмен)
Марк Рейнолдс (англ. Mark Reynolds, 2 листопада 1955) — американський яхтсмен.
Олімпійський чемпіон 1992 (клас Зоряний), 2000 (клас Зоряний) років, срібний призер 1988 року в класі Зоряний, учасник 1996 року.
Переможець Ігор доброї волі 1986 року в класі Зоряний.
Переможець Панамериканських ігор 1979 року в класі Снайп.
Чемпіон світу в класі Зоряний 1995, 2000 років, срібний призер 1988, 1996, 1997 років, бронзовий призер 1991, 1999, 2013 років.